# Troubles, Troubles
Troubles, Troubles — студійний альбом американського блюзового музиканта Отіса Раша, випущений у 1978 році лейблом Sonet.

## Опис
Цей альбом Отіс Раш записав в Європі 15 і 16 жовтня 1977 року на студії Decibel Studios в Стокгольмі, Швеція. Раш грає з гітаристом Бобом Лівайсом, басистом Бобом Строджером та ударником Джессі Льюїсом Гріном. Продюсером платівки, яка вийшла у 1978 році на лейблі Sonet, виступив Семюел Чартерс.
Альбом включає версії пісень «You Got Me Running» (тобто «Baby What You Want Me to Do») і «You Don't Have to Go» Джиммі Ріда, «Little Red Rooster» Віллі Діксона та ін. Ударник Грін співає на останній пісні альбому «Same Old Blues».

## Список композицій
1. «You Got Me Running» (Джиммі Рід) — 4:55
2. «Little Red Rooster» (Віллі Діксон) — 4:44
3. «Whole Lot of Lovin'» (Кінг) — 4:21
4. «It's Got to Be Some Changes» (Альберт Кінг) — 6:20
5. «You Been An Angel» (Джиммі Рід) — 2:47
6. «You Don't Have to Go» (Джиммі Рід) — 4:23
7. «Troubles, Troubles, Troubles» (Б. Б. Кінг, Сем Лінг) — 6:24
8. «Miss You So» (Морган Бебб) — 3:40
9. «Hold Your Train» (Кінг) — 5:38
10. «Same Old Blues» (Мілтон Кемпбелл, Олівер Сейн, мол.) — 2:55

## Учасники запису
- Отіс Раш — гітара, вокал
- Боб Лівайс — гітара
- Боб Строджер — бас-гітара
- Джессі Льюїс Грін — ударні, вокал (10)

Технічний персонал
- Семюел Чартерс — продюсер
- Понтус Ульссон — інженер
- Wagner Design Unit — дизайн обкладинки